# Dicranidion gracile
Dicranidion gracile är en svampart som beskrevs av Matsush. 1971. Dicranidion gracile ingår i släktet Dicranidion och familjen vaxskålar.   Inga underarter finns listade i Catalogue of Life.